# Aterica clorana
Aterica clorana är en fjärilsart som beskrevs av Druce 1874. Aterica clorana ingår i släktet Aterica och familjen praktfjärilar. Inga underarter finns listade i Catalogue of Life.